# Neue Deutsche Biographie

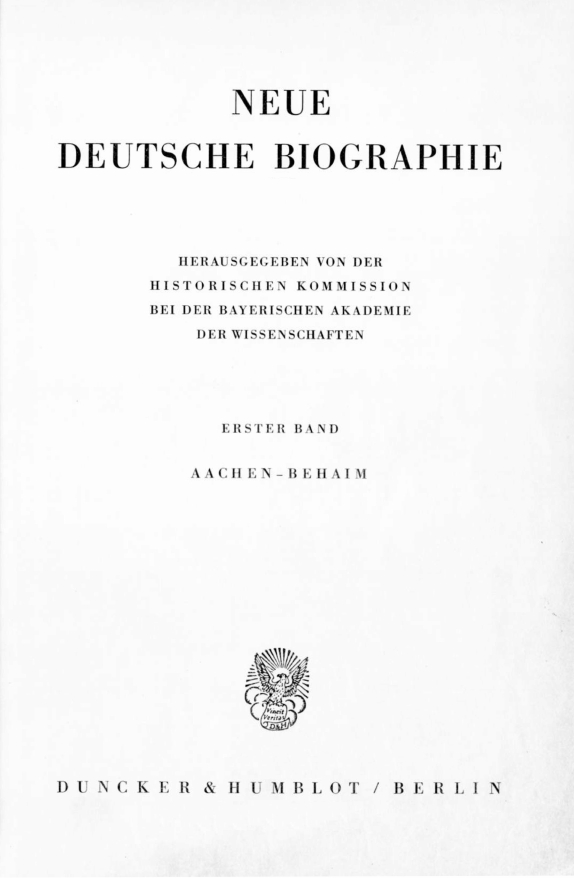
Neue Deutsche Biographie

Neue Deutsche Biographie (NDB; literalmente: nova biografia alemã) é uma obra de referência biográfica. É o sucessor da Allgemeine Deutsche Biographie (ADB, Biografia alemã universal). Os 26 volumes publicados até agora cobrem mais de 22.500 indivíduos e famílias que moravam na área de língua alemã.
O NDB é publicado em alemão pela Comissão Histórica da Academia de Ciências e Humanidades da Baviera e impresso por Duncker & Humblot em Berlim. O índice e os artigos em texto completo dos 25 primeiros volumes estão disponíveis gratuitamente on-line no site German Biography (Deutsche Biographie) e no Portal Biográfico.

## Escopo
NDB é um trabalho de referência abrangente, semelhante ao Dicionário de Biografia Nacional, Dicionário de Biografia Americana, Biografia Nacional Americana, Dicionário de Biografia Canadense, Dicionário de Biografia Australiana, Dicionário de Biografia da Nova Zelândia, Dicionário Biográfico Espanhol, Dicionário de Biografia Irlandesa, Svenskt biografiskt lexikon e Österreichisches Biographisches Lexikon 1815-1950 (ÖBL) ( dicionário biográfico austríaco 1815-1950).
Seu primeiro volume, cobrindo alfabeticamente os nomes de "Aachen" a "Behaim", foi publicado em 1953. A partir de 2016, o volume mais recente é o 26º, cobrindo nomes de "Tecklenburg" a "Vocke", publicado em outubro de 2016 Até o momento, foram publicadas mais de 22.500 biografias de indivíduos e famílias que moravam na área de língua alemã (Sprachraum). Outros 1.600 artigos adicionais serão adicionados em mais dois volumes, com conclusão prevista para 2021.
Um artigo do NDB geralmente contém informações genealógicas como data e local de nascimento, data e local da morte, tumba, pais, avós, casamentos, divórcios, número de filhos, nomes alternativos e de nascimento, diplomas acadêmicos, um curriculum vitae em frases inteiras, uma avaliação das realizações políticas, econômicas, sociais, científicas, técnicas ou artísticas do sujeito, uma bibliografia e referências a retratos. Apenas pessoas falecidas com uma relação próxima com a área de língua alemã são registradas. Cada artigo é assinado pelo seu autor.

## Acesso
Um índice catalogando todos os artigos e o texto completo dos artigos nos 26 primeiros volumes, cobrindo nomes de "Aachen" a "Vocke", está disponível gratuitamente online. O índice também faz parte do Biographie-Portal (Portal Biográfico). Este projeto cooperativo da Biblioteca Estatal da Baviera (Bayerische Staatsbibliothek), da Comissão Histórica da Academia de Ciências e Humanidades da Baviera (Historische Kommission bei der Bayerischen Akademie der Wissenschaften), da Academia Austríaca de Ciências e Humanidades (Österreichische Akademie der Wissenschaften), da Fundação Dicionário Histórico da Suíça e a Academia Eslovena de Ciências e Artes também disponibilizam dados da Allgemeine Deutsche Biographie (ADB), Österreichisches Biographisches Lexikon 1815-1950 (ÖBL) (Dicionário Biográfico Austríaco 1815-1950), Historisches Lexikon der Schweiz / Dictionnaire Historique de la Suisse / Dizionario Storico of Svizzera (HLS/DHS/DSS), Slovenska Biografija [ sl], Rheinland-Pfälzische Personendatenbank (RPPB), Sächsische Biografie (Saxon Biography) e Oesterreichisches Musiklexikon (OeML).

## Volumes
1. Aachen – Behaim. 1953, reprint 1971
2. Behaim – Bürkel. 1955, reprint 1971
3. Bürklein – Ditmar. 1957, reprint 1971
4. Dittel – Falck. 1959, reprint 1971
5. Falck - Fyner (voran: Faistenberger). 1961, reprint 1971
6. Gaál – Grasmann. 1964, reprint 1971
7. Grassauer – Hartmann. 1966
8. Hartmann – Heske. 1969
9. Heß – Hüttig. 1972
10. Hufeland – Kaffsack. 1974
11. Kafka – Kleinfercher. 1977
12. Kleinhans – Kreling. 1980
13. Krell – Laven. 1982
14. Laverrenz - Locher-Freuler. 1985
15. Locherer - Maltza(h)n. 1987 ISBN 3-428-00196-6
16. Maly – Melanchthon. 1990 ISBN 3-428-00197-4
17. Melander – Moller. 1994 ISBN 3-428-00198-2
18. Moller – Nausea. 1997 ISBN 3-428-00199-0
19. Nauwach – Pagel. 1999 ISBN 3-428-00200-8
20. Pagenstecher – Püterich. 2001 ISBN 3-428-00201-6
21. Pütter – Rohlfs. Mit ADB & NDB-Gesamtregister auf CD-ROM. 2003 ISBN 3-428-11202-4
22. Rohmer – Schinkel. Mit ADB & NDB-Gesamtregister auf CD-ROM, second edition. 2005 ISBN 3-428-11203-2
23. Schinzel - Schwarz. Mit ADB & NDB-Gesamtregister auf CD-ROM, third edition. 2007 ISBN 978-3-428-11204-3
24. Schwarz – Stader. Mit ADB & NDB-Gesamtregister auf CD-ROM, fourth edition. 2010 ISBN 978-3-428-11205-0
25. Stadion - Tecklenborg. 2013 ISBN 978-3-428-11206-7
26. Tecklenburg - Vocke. 2016  ISBN 3-428-11207-5